# Kenny Burrell
Kenneth Earl "Kenny" Burrell (31. srpnja 1931.) - Američki jazz glazbenik, gitarist.
Njegov glazbeni stil je uglavnom Blues, Hard Bop i Post-Bop.
Na stil su mu utjecali Charlie Christian, Django Reinhardt i Wes Montgomery. 

## Diskografija
- Introducing Kenny Burrell (1956), Blue Note Records
- All Day Long (1957), Prestige Records
- Kenny Burrell and John Coltrane (1958), Prestige Records
- Blue Lights (1958), Blue Note Records
- On View At The Five Spot Cafe (1959), Blue Note Records
- Bluesy Burrell (1962), Moodsville
- Midnight Blue (1963), Blue Note Records
- Guitar Forms (1964), Verve Records
- Have Yourself a Soulful Little Christmas (1967), Cadet Records
- God Bless the Child (1971), CTI Records
- ‘Round Midnight (1972), Fantasy Records
- Ellington Is Forever (1975-77), Fantasy
- 12-15-78 (1999), 32 Jazz
- Lucky So and So (2001), Concord Jazz

## Vanjske poveznice
- Životopis umjetnika (engl.)